# Queen + Paul Rodgers
Queen + Paul Rodgers war die von 2004 bis 2009 bestehende Kooperation der verbliebenen Mitglieder der Rockgruppe Queen mit dem Gastsänger Paul Rodgers. Im Mai 2009 verkündete Rodgers seinen Austritt aus dem Projekt.

## Besetzung
Die Formation bestand aus den beiden Queen-Mitgliedern Brian May (Gitarre und Gesang) und Roger Taylor (Schlagzeug und Gesang) sowie dem Sänger Paul Rodgers.
Zusätzliche Begleitmusiker bei Konzerten waren Queens Live-Keyboarder Spike Edney (Keyboard und Gesang), Danny Miranda (Bass und Gesang) sowie Jamie Moses (Gitarre und Gesang).
Spike Edney (u. a. SAS Band, Bob Geldof) ist seit 1984 Queens Keyboarder bei Live-Auftritten.
Jamie Moses war Gitarrist in Brian Mays Solo-Line-Up sowohl auf der Back to the Light-Tour 1992/93 als auch während der „Another World“-Tour 1998. Zudem wirkte er auch bei den Studioaufnahmen zu Mays Solo-Album Another World mit. In den 1980er und 1990er Jahren arbeitete er unter anderem mit Paul Young, The Pretenders und Mike & the Mechanics zusammen.
Danny Miranda spielte Bass in der Band Blue Öyster Cult sowie im Rahmen der Las-Vegas-Ausgabe von Queens Musical We Will Rock You.
Der Queen-Bassist John Deacon befindet sich im „Ruhestand“, hat die Band jedoch nicht offiziell verlassen und gab sein Einverständnis für weitere Konzerte.
Im Mai 2009 verkündete Paul Rodgers, dass er von nun an nicht mehr der Sänger des Projektes sei, aber für zukünftige, einmalige Aktionen wie Benefizkonzerte oder Aushilfen noch zur Verfügung stehe.

## Tourneedaten
Zum ersten gemeinsamen Auftritt von May, Taylor und Rodgers kam es am 11. November 2004 in London anlässlich Queens Aufnahme in die britische Music Hall of Fame, die von Channel 4 im Fernsehen gesendet wurde. Beim drei Songs umfassenden Live-Set war Pino Palladino am Bass zu hören.
Konzerte und Tourneen von Queen + Paul Rodgers:
- 19. März 2005 – Südafrika (46664-Open-Air); mit Katie Melua als Sängerin des Titels Too Much Love Will Kill You.
- 28. März bis 14. Mai 2005 – Europa (28 Hallen-Konzerte).
- 2. Juli bis 15. Juli 2005 – Europa (4 Open-Air-Konzerte).
- 8. Oktober bis 3. November 2005 – Aruba, USA, Japan (insgesamt 9 Konzerte).
- 3. März bis 13. April 2006 – USA, Kanada (23 Hallen-Konzerte).
- 25. Mai 2006 – Las Vegas; Auftritt bei VH1 Rock Honors mit den Foo Fighters als Gästen.

Die durch Europa, Dubai und Südamerika führende „The Cosmos Rocks Tour“ startete am 12. September 2008 in Charkiw mit einem Open-Air-Konzert vor 350.000 Zuschauern und dauerte bis 29. November 2008.

## Veröffentlichungen

### Studio-Aufnahmen
Anlässlich des Welt-AIDS-Tages veröffentlichten Queen + Paul Rodgers am 30. November 2007 eine Studiofassung von Say It’s Not True als Gratis-Download auf ihren Homepages. Die Gesangsteile stammen von allen drei Mitgliedern der Band. Der von Roger Taylor geschriebene Song wurde erstmals im Jahr 2003 im Rahmen von Nelson Mandelas „46664“-AIDS-Benefiz-Konzert aufgeführt und später bei den Queen/Rodgers-Tourneen gespielt. Am 31. Dezember 2007 wurde der Song als Single veröffentlicht. Alle Einnahmen der Verkäufe werden Mandelas AIDS-Hilfsprojekt „46664“ gespendet.
Im August 2006 gab Brian May auf seiner Website bekannt, Queen + Paul Rodgers würden im Oktober mit Studioaufnahmen beginnen. Im Herbst 2006, im Februar/März 2007 sowie im Oktober/November 2007 kam es jeweils zu mehrwöchigen Aufnahmesessions von May, Taylor und Rodgers. Alle drei Musiker spielten Bass, wobei noch nicht entschieden ist, ob diese Bass-Einspielungen auf den endgültigen Songfassungen enthalten sein werden.
In Deutschland, der Schweiz und Österreich erschien das Album am 12. September 2008, in weiteren europäischen Ländern am 15. September. Der Titel lautet The Cosmos Rocks.

### Konzert-Aufnahmen
Audio (Downloads, Album, Single):
- Downloads: Während der Europa-Tournee 2005 wurden kurz nach den einzelnen Konzerten in der Regel jeweils circa zwei Songs – also insgesamt ungefähr 50 Live-Versionen – als Downloads veröffentlicht. Auch von den Japan-Auftritten sind Downloads geplant.
- Return of the Champions – CD-Album (2005, UK: Silber)[6]
- Reaching Out/Tie Your Mother Down & Fat Bottomed Girls – CD-Single (2005)

Video
- Return of the Champions – DVD (2005, UK: Platin)
- Super Live in Japan – DVD (28. April 2006: nur Japan)
- Live in Ukraine – DVD/2 CDs (2009)

Return of the Champions wurde beim Konzert am 9. Mai 2005 in Sheffield aufgenommen. Super Live in Japan zeigt den Auftritt am 27. Oktober 2005 in Saitama.

### Bücher
- Rockmos – Das erste und einzige Fotobuch von Queen + Paul Rodgers